# Flying Get
Singles de AKB48
Everyday, Katyusha
(2011) Kaze wa Fuiteiru
(2011)
Flying Get (フライングゲット) est le 22e simple du groupe de J-pop AKB48.

## Présentation
Le single sort le 24 août 2011 au Japon, écrit (paroles) et produit par Yasushi Akimoto. Il sort en cinq versions différentes : deux éditions régulières CD+DVD notées "type A" et "B", deux éditions limitées CD+DVD aussi notées "type A" et "B", et une édition limitée CD seul vendu uniquement lors de représentations du groupe.
Il atteint la première place du classement de l'Oricon. Il se vend à 1 025 952 exemplaires le jour de sa sortie, ce qui en fait le premier single à dépasser le million de copies vendues le premier jour au Japon (ce record sera battu deux mois plus tard par le prochain single du groupe, Kaze wa Fuiteiru). Il se vend à 1 354 492 copies durant sa première semaine, battant le record de vente d'un single en une semaine.
La chanson-titre a été utilisée comme générique du drama Hanazakari no Kimitachi e ~Ikemen Paradise~ 2011 dans lequel jouent des membres du groupe.

## Liste des titres
CD Type-A
1. Flying Get (フライングゲット)
2. Dakishimecha Ikenai (抱きしめちゃいけない) (par Under Girls)
3. Seishun to Kizukanai Mama (青春と気づかないまま)
4. Flying Get off vocal ver.
5. Dakishimecha Ikenai off vocal ver.
6. Seishun to Kizukanai Mama off vocal ver.

DVD Type-A
1. Flying Get Music Video: War Movie "Crimson August ~Flying Get Edition" (武闘映画「紅い八月～フライングゲット篇」)
2. Dakishimecha Ikenai (clip)
3. Seishun to Kizukanai Mama (clip)
4. War Movie "Crimson August ~Showdown at the Summit Edition" (武闘映画「紅い八月～頂上決戦篇」)
5. Flying Get Dancing Version (「フライングゲット」ダンシングバージョン)

CD Type-B
1. Flying Get (フライングゲット)
2. Dakishimecha Ikenai (抱きしめちゃいけない) (par Under Girls)
3. Ice no Kuchizuke (アイスのくちづけ)
4. Flying Get off vocal ver.
5. Dakishimecha Ikenai off vocal ver.
6. Ice no Kuchizuke off vocal ver.

DVD Type-B
1. Flying Get Music Video: War Movie "Crimson August ~Flying Get Edition" (武闘映画「紅い八月～フライングゲット篇」)
2. Dakishimecha Ikenai (clip)
3. Ice no Kuchizuke (clip)
4. 3rd AKB48 General Election Documentary Clip (第3回 AKB48総選挙 ドキュメント映像)
5. War Movie "Crimson August ~Showdown at the Summit Edition Trailer" (武闘映画「紅い八月～頂上決戦篇・予告」)

Edition CD seul
1. Flying Get (フライングゲット)
2. Dakishimecha Ikenai (抱きしめちゃいけない) (par Under Girls)
3. Yasai Uranai (野菜占い)
4. Flying Get off vocal ver.
5. Dakishimecha Ikenai off vocal ver.
6. Yasai Uranai off vocal ver.

## Interprètes
Flying Get
- Team A: Kuramochi Asuka, Kojima Haruna, Sashihara Rino, Shinoda Mariko, Takajo Aki, Takahashi Minami, Maeda Atsuko
- Team K: Akimoto Sayaka, Itano Tomomi, Oshima Yuko, Minegishi Minami, Miyazawa Sae, Yokoyama Yui
- Team B: Kasai Tomomi, Kashiwagi Yuki,  Kitahara Rie, Sato Amina, Masuda Yuka, Watanabe Mayu
- Team S (SKE48): Matsui Jurina, Matsui Rena

Dakishimecha Ikenai (Under Girls) (アンダーガールズ)
- Team A: Oota Aika, Ooya Shizuka, Nakagawa Haruka, Maeda Ami
- Team K: Umeda Ayaka, Nito Moeno, Fujie Reina, Matsui Sakiko
- Team B: Komori Mika, Sato Sumire, Hirajima Natsumi, Miyazaki Miho
- Team 4: Ichikawa Miori, Oba Mina
- Team S (SKE48): Oya Masana, Suda Akari
- Team KII (SKE48): Takayanagi Akane, Hata Sawako
- Team N (NMB48): Yamamoto Sayaka

Seishun to Kizukanai Mama
- Team A: Oota Aika, Kuramochi Asuka, Kojima Haruna, Sashihara Rino, Shinoda Mariko, Takajo Aki, Takahashi Minami, Maeda Atsuko, Maeda Ami
- Team K: Akimoto Sayaka, Itano Tomomi, Oshima Yuko, Kikuchi Ayaka, Nito Moeno, Minegishi Minami, Miyazawa Sae, Yokoyama Yui
- Team B: Kasai Tomomi, Kashiwagi Yuki, Kitahara Rie, Komori Mika, Sato Sumire, Miyazaki Miho, Watanabe Mayu
- Team 4: Oba Mina, Shimazaki Haruka, Shimada Haruka, Nagao Mariya, Yamauchi Suzuran, Ichikawa Miori
- Team S (SKE48): Matsui Jurina, Matsui Rena

Ice no Kuchizuke
- Team A: Shinoda Mariko, Takahashi Minami, Maeda Atsuko
- Team K: Itano Tomomi, Oshima Yuko
- Team B: Watanabe Mayu
- Team Kenkyuusei: Aimi Eguchi

Yasai Uranai
- Team A: Oota Aika, Kuramochi Asuka, Kojima Haruna, Sashihara Rino, Shinoda Mariko, Takajo Aki, Takahashi Minami, Maeda Atsuko, Maeda Ami
- Team K: Akimoto Sayaka, Itano Tomomi, Oshima Yuko, Nito Moeno, Miyazawa Sae, Minegishi Minami, Yokoyama Yui
- Team B: Kasai Tomomi, Kashiwagi Yuki, Kitahara Rie, Komori Mika, Sato Sumire, Miyazaki Miho, Watanabe Mayu
- Team S (SKE48): Matsui Jurina, Matsui Rena
- Team KII (SKE48): Takayanagi Akane, Mukaida Manatsu
- Team E (SKE48): Kimoto Kanon
- Team N (NMB48): Yamamoto Sayaka, Watanabe Miyuki